# Schloss Raggnitz

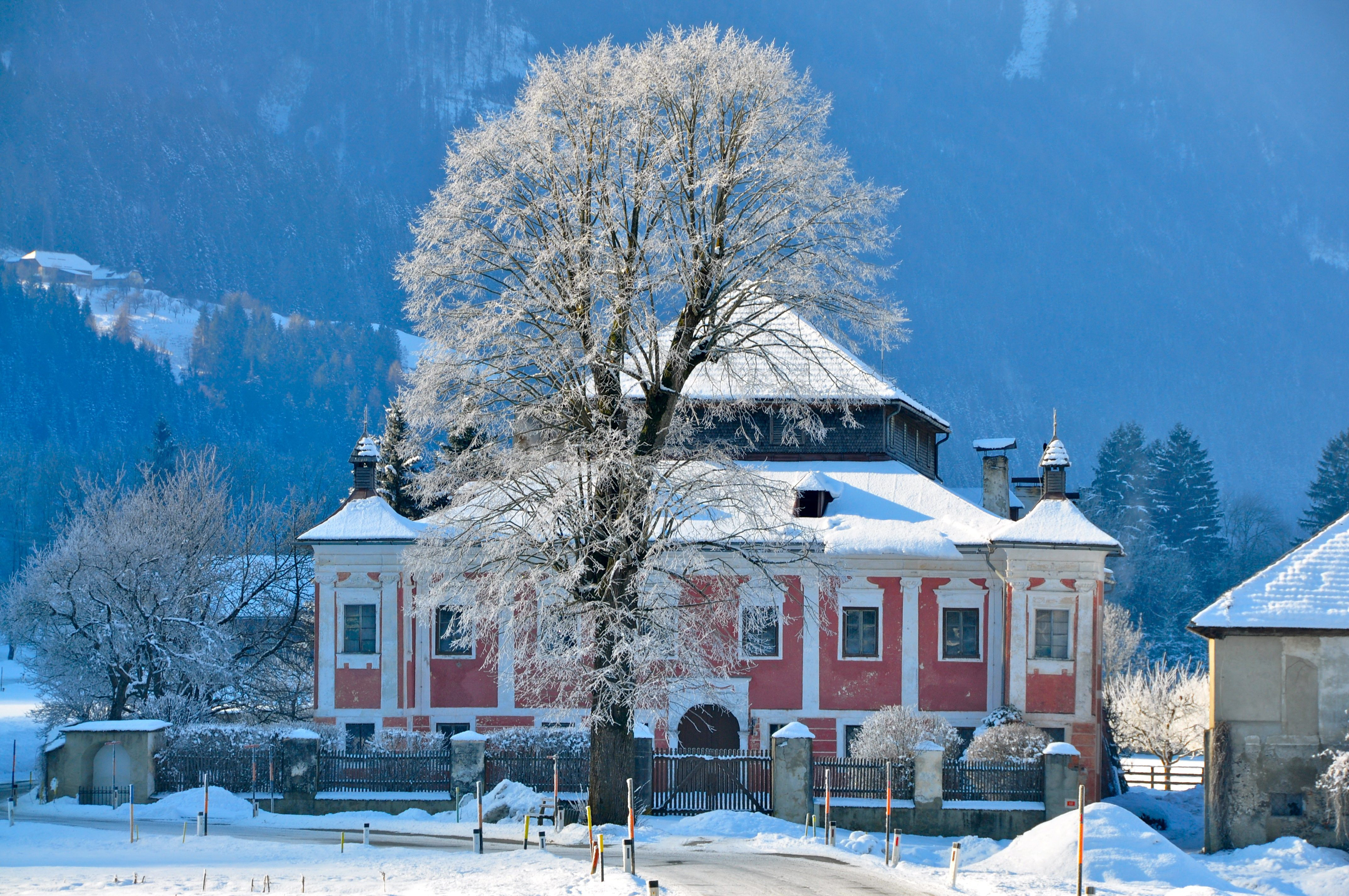
Schloss Raggnitz von Nordosten (2011)

Das Schloss Raggnitz ist ein urkundlich erstmals 1254 erwähntes Gebäude in der Gemeinde Steinfeld in Kärnten.

## Lage
Die Schlossanlage mit den dazugehörigen Wirtschaftsgebäuden befindet sich ungefähr 500 Meter südwestlich der Ortschaft Lind am Talboden des oberen Drautals. Politisch gehört sie zur Gemeinde Steinfeld.

## Geschichte
Urkundlich wurde Raggnitz erstmals im Jahr 1254 erwähnt, als der Erzbischofelekt von Salzburg, Philipp von Spanheim seinem Bogenschützen Heinrich, genannt Swaeroubte, einen Hof mit dem zugehörigen Land in Racknitz zuwies. Diese Ländereien waren Teil der Besitzungen, die zwei Jahre zuvor von Graf Albert III. von Tirol an Herzog Bernhard von Kärnten und seinem Sohn, dem Elekt Philipp, abgetreten werden mussten. Doch bereits 1304 wurden Raggnitz gemeinsam mit Lind der Grafschaft Görz zugeschlagen. Im Jahr 1429 wurde Siegmund von Lind mit der Herrschaft von Lind (und damit auch den Ländereien von Raggnitz) belehnt. Nachdem die Burgen Ober- und Unterlind verfallen waren, wählten die Herren von Lind den günstiger gelegenen Hof von Raggnitz als neuen Sitz, den sie schlossartig ausbauen ließen. Um das Jahr 1789 wurde das Schloss an den Gewerken Paul Matthias von Tschabuschnigg verkauft, der die Anlage stark veränderte. So wurde etwa die Kapelle von ihm errichtet. Nach anschließendem mehrmaligen Besitzerwechsel gelangte das Gebäude im Jahr 1872 schließlich in den Besitz der heutigen Eigentümer, der Familie Wernisch.

## Architektur
Das Schloss Raggnitz ist ein zweigeschoßiges Gebäude, das im Mittelteil um ein Attikageschoß überhöht ist. Teil der Anlage ist eine das Gelände großzügig umfassende Mauer, die im Nordwestteil durch einen Turm verstärkt ist. Sein heutiges Aussehen erlangte das Gebäude gegen Ende des 18. Jahrhunderts, als es unter Verwendung von älteren Gebäudeteilen aus dem 15. Jahrhundert neu errichtet wurde.
Das auf beinahe quadratischen Grundriss errichtete Gebäude weist an der Schauseite im Nordosten zwei vorspringende Eckrisaliten auf, die jeweils von einem Zeltdach und einer darauf sitzenden kleinen Laterne gedeckt werden. Die achtachsige Fassade ist im Erdgeschoß horizontal gebändert, im Obergeschoß wird sie jedoch durch zarte Pilaster mit ionischen Zopfkapitellen gegliedert. Die Stuckumrahmungen der Fenster mit ihren frühklassizistischen Verdachungen sind bis ins Gesims hochgezogen. Das steingerahmte Rundbogenportal der Schauseite stammt vom Ende des 18. Jahrhunderts.
Der zentrale Erdgeschoßflur ist tonnenüberwölbt, im zweiten, nordseitigen Flur befindet sich ein Stichkappentonnengewölbe mit Stuckgratennetz – beide stammen aus dem 16. Jahrhundert. Der Saal im Obergeschoß ist flachgedeckt und mit einem Rokokoofen versehen. Am südwestlichen Ende des Saales befindet sich eine Kapelle, über deren Eingangstür sich eine Inschriftentafel mit der Jahreszahl 1795 befindet. Eine weitere Tafel wurde anlässlich der im Jahr 1797 gegebenen Erlaubnis hier Messen feiern zu dürfen aufgestellt. Die Kapelle ist mit illusionistischen Wandmalereien versehen, welche in reicher klassizistischer Architektur Szenen aus dem Alten Testament darstellen. Der frühklassizistische Altar zeigt im Altarbild eine Mariendarstellung.